# Спортивне скелелазіння на літніх Олімпійських іграх 2024
Змагання зі спортианого скелелазіння на літніх Олімпійських іграх 2024 тривали з 5 до 10 серпня в Центрі скелелазіння Ле-Бурже. Це друга поява цього виду спорту посля його впроваждення на літніх Олімпійських іграх 2020. Кількість розігруваних комплектів нагород збільшилася вдвічі позаяк комбінація болдерингу і лазіння на трудність відокремилася від лазіння на швидкість. Кількість скелелазів теж зросла з 40 до 68.

## Розклад змагань
| Б | Півфінал болдерингу | Т | Півфінал лазіння на трудність | Q | Кваліфікація | Ф | Фінал |

| Дисципліна ↓ / Дата →           | Пон 5 сер 24 | Вів 6 сер 24 | Сер 7 сер 24 | Чет 8 сер 24 | П'ят 9 сер 24 | Суб 10 сер 24 |
| ------------------------------- | ------------ | ------------ | ------------ | ------------ | ------------- | ------------- |
| Комбінація (чоловіки)           | Б            |              | Т            |              | Ф             |               |
| Лазіння на швидкість (чоловіки) |              | Q            |              | Ф            |               |               |
| Комбінація (жінки)              |              | Б            |              | Т            |               | Ф             |
| Лазіння на швидкість (жінки)    | Q            |              | Ф            |              |               |               |

## Медальний залік

### Таблиця медалей
*   Країна-господарка (Франція)
| Місце               | NOC                 | Золото | Срібло | Бронза | Загалом |
| ------------------- | ------------------- | ------ | ------ | ------ | ------- |
| 1                   | Польща              | 1      | 0      | 1      | 2       |
| 2                   | Індонезія           | 1      | 0      | 0      | 1       |
| 2                   | Велика Британія     | 1      | 0      | 0      | 1       |
| 2                   | Словенія            | 1      | 0      | 0      | 1       |
| 5                   | Китай               | 0      | 2      | 0      | 2       |
| 6                   | США                 | 0      | 1      | 1      | 2       |
| 7                   | Японія              | 0      | 1      | 0      | 1       |
| 8                   | Австрія             | 0      | 0      | 2      | 2       |
| Загалом (8 збірних) | Загалом (8 збірних) | 4      | 4      | 4      | 12      |

### Медалісти
| Комбінація (чоловіки)           | Тобі Робертс · Велика Британія | Сорато Анраку · Японія | Якоб Шуберт · Австрія        |  |  |  |
| Лазіння на швидкість (чоловіки) | Веддрік Леонардо · Індонезія   | У Пен · Китай          | Сем Вотсон · США             |  |  |  |
|                                 |                                |                        |                              |  |  |  |
| Комбінація (жінки)              | Яня Гарнбрет · Словенія        | Брук Рабуту · США      | Джессіка Пільц · Австрія     |  |  |  |
| Лазіння на швидкість (жінки)    | Александра Мірослав · Польща   | Ден Ліцзюань · Китай   | Александра Калуцька · Польща |  |  |  |